# Regiões do Nepal

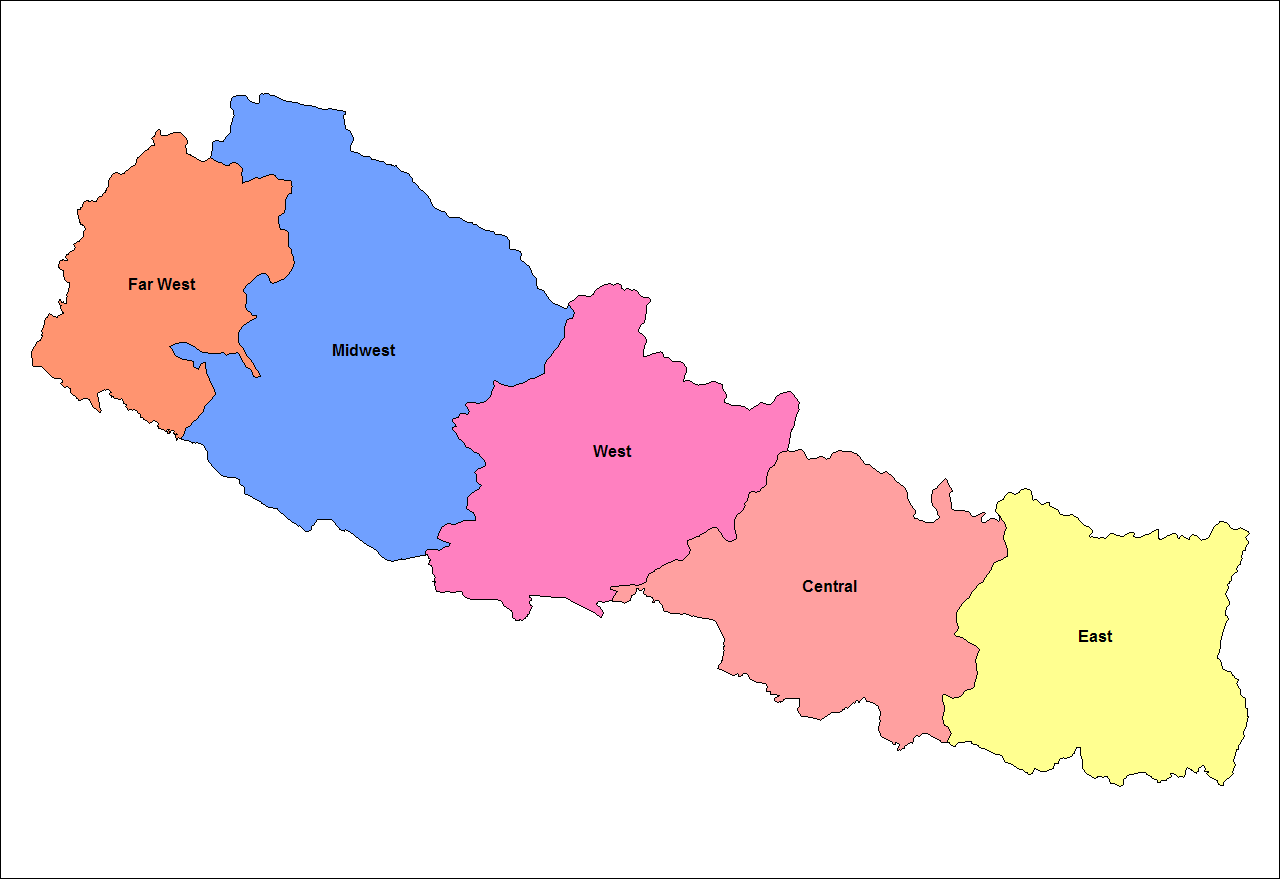
Regiões do Nepal.

O Nepal está dividido em cinco regiões de desenvolvimento (विकास क्षेत्र, vikas kshetra), que por sua vez se dividem em 14 zonas (2 ou 3 zonas por região).
- Extremo-Oeste
- Centro-Oeste
- Oeste
- Centro
- Leste